# Новый Батакан
Новый Батакан — село в Газимуро-Заводском районе Забайкальского края России. Входит в состав сельского поселения «Батаканское».

## География
Село находится в центральной части района на расстоянии примерно 67 километров (по прямой) на северо-восток от села Газимурский Завод, занимая северную часть бывшей общей территории села Батакан. 
Климат
Климат характеризуется как резко континентальный с продолжительной морозной зимой и тёплым летом. Средняя температура воздуха самого холодного месяца (января) составляет −26 — −34 °C; средняя температура самого тёплого месяца (июля) — 15 — 19 °C. Среднегодовое количество атмосферных осадков составляет 350—400 мм.
Часовой пояс
Село Новый Батакан находится в часовой зоне МСК+6. Смещение применяемого времени относительно UTC составляет +9:00.

## Население
| 2021 |
| ---- |
| 1    |

## История
Село было образовано согласно закону Забайкальского края от 25 декабря 2013 года № 922-ЗЗК. На федеральном уровне наименование селу было присвоено Распоряжением Правительства России от 11 апреля 2015 г. N 636-р.